# Farnesejev Atlas
Farnesejev Atlas je rimska kopija marmornega helenističnega kipa iz 2. stoletja in predstavlja klečečega Atlanta z nebesno kroglo (ne globusom), ki močno pritiska na njegova ramena. Gre za najstarejši kip Titana, velikana iz grške mitologije, ki je bil prej predstavljen le na vaznem slikarstvu in je najstarejša znana upodobitev nebesne krogle. Kip hrani Narodni arheološki muzej v Neaplju v Italiji. Je 1,85 m visok, nebesna krogla pa ima premer 65 cm.
Farnesejev Atlas se imenuje zato, ker ga je v začetku 16. stoletje pridobil kardinal Alessandro Farnese in je bil razstavljen v Villi Farnese.
Atlant se trudi pod težo, ker ga je Zevs obsodil na držanje neba. Nebesna krogla prikazuje upodobitev nočnega neba gledano izven najbolj oddaljene nebesne sfere. V nizkem reliefu prikazuje 41 (nekateri viri pravijo 42) od 48 klasičnih grških ozvezdij, ki jih razlikuje Ptolemaj, med njimi so; Oven, labod in junak Herkul. Farnesejev Atlas je najstarejši ohranjeni grafični zapis zahodnih ozvezdij. Izvira iz rimskih časov okoli leta 150, vendar se že dolgo domneva, da predstavlja ozvezdja, ki so bila prikazana v zgodnejšem grškem delu.

## Datacija originala
Leta 2005 je dr. Bradley E. Schaefer, profesor fizike na univerzi v Louisiani, na srečanju ameriškega astronomskega društva v San Diegu v Kaliforniji predstavil analizo v kateri ugotavlja, da bi lahko bilo besedilo Hiparhovega dolgo izgubljenega zvezdnega kataloga navdih za predstavitev ozvezdij na nebesni krogli, s čimer je oživil in razširil starejši predlog Georga Thiela (1898). Ozvezdja so precej podrobno prikazana in Schaefer jih šteje za znanstveno točne glede na čas nastanka sfere, kar pomeni, da je bila modelirana po znanstvenem delu. Njegova statistična analiza zaključuje, da so položaji teh ozvezdij skladni s tem, kje so se pojavila v času Hiparha (129 pr. n. št.), kar bi pripeljalo do sklepa, da kip temelji na zvezdnem katalogu.
Ker pa nebesna krogla ne vsebuje nobenih zvezd in ker so krogi na krogli narisani nenatančno in je kipar dvoumno kopiral helenistični model in ni delo modernega astronoma, je datiranje krogle še vedno negotovo, njegov vir ali viri pa ostajajo sporni. Schaeferjeve sklepe so močno izpodbijali (npr. Dennis Duke, časopis za zgodovino astronomije, februar 2006) predvsem zato, ker ne glede na datacijo sfere kažejo velika nesoglasja z edinim obstoječim Hiparhovim delom.